# Afroestricus velatus
Afroestricus velatus är en tvåvingeart som beskrevs av Scarbrough 2005. Afroestricus velatus ingår i släktet Afroestricus och familjen rovflugor. Inga underarter finns listade i Catalogue of Life.